# Céleo
Céleo (en griego Κελεός) en la mitología griega, se encuentra en dos leyendas diferentes.
La primera habla de que Céleo, el Eleusínida (esto es, hijo de Eleusis) fue el primer rey del país homónimo. Reinaba en Eleusis cuando aconteció el rapto de Perséfone por Hades. Deméter, al ir en busca de su hija, fue recibida por Céleo y su esposa Metanira. La diosa se había disfrazado de anciana y se había presentado a la hora en que las mujeres van a buscar agua. Las hijas del rey la encontraron cerca de la fuente y le ofrecieron acogerla en su casa, donde fue contratada como criada. Las cuatro hijas, poseedoras de la flor de la juventud, se llamaban Calídice, Clisídice, la deseable Demo y Calítoe, que era la primogénita de todas. La labor de Deméter fue la criar al hijo menor del rey, Demofonte o Demofoonte. Después de que revelara que era la diosa Deméter, Céleo ordenó que se construyera un templo en su honor. Pausanias dice que Eumolpo y las hijas de Céleo realizaron los ritos sagrados a las diosas, que el poeta Panfo, y de la misma manera también Homero, llaman Diogenea y Pamérope, y a la tercera Sésara. Las versiones latinas dicen que otro de los hijos de Céleo, Triptólemo, fue elegido por Deméter para llevar por toda Grecia el arte de la agricultura. En este caso la consorte de Céleo y madre de Triptólemo fue una tal Neera. Otros creen que Céleo y Polimnia fueron los padres de Triptólemo.  O bien Anfíteo, hijo de Deméter y Triptólemo, fue a su vez padre de Céleo. Este, con su esposa Fenarete, engendró a Licino.
La segunda leyenda nos cuenta sobre un joven cretense que, junto a tres compañeros (Layo, Cerbero y Egolio) intentó robar la miel de la gruta sagrada donde nació Zeus, ubicada en el monte Ida. Los ladrones se habían disfrazado con planchas de bronce para protegerse de las abejas pero cuando estaban entrando a la gruta, las laminas cayeron y esto alertó a Zeus, que estuvo a punto de fulminarlos con el rayo de no ser por la intervención de Temis y las Moiras que alegaron que en ese lugar estaba prohibido matar. Zeus los transformó, entonces, en aves.